# Kira Reed
Kira Katherine Reed (również znana jako Kira Reed Lorsch; ur. 13 października 1971 w Santa Clara) – amerykańska aktorka, prezenterka telewizyjna, scenarzystka i producentka telewizyjna. 

## Biogram i kariera
Urodziła się w kalifornijskiej miejscowości Santa Clara. Jako dziecko występowała w szkolnych przedstawieniach oraz dziecięcych recitalach tanecznych. Następnie ukończyła szkołę artystyczną Youth Performing Arts School w Louisville w stanie Kentucky oraz UCLA School of Theater, Film and Television przy Uniwersytecie Kalifornijskim w Los Angeles. 
W 1992 rozpoczęła karierę aktorską występując w filmach erotycznych z gatunku softcore. W 1996 pojawiła się w jednym z wydań amerykańskiego Playboy, a także zagrała w kilkunastu filmach erotycznych wyprodukowanych przez to czasopismo. Pod koniec lat 90. oprócz występowania jako aktorka, została również producentką programów dla kanału telewizyjnego Playboy TV, a w późniejszych latach prowadziła także panele podczas rozdania nagród Emmy Awards oraz reportaże z wydarzeń Hollywood Christmas Parade i The Hero Dog Awards.
W 2014 dołączyła do obsady serialu internetowego The Bay, emitowanego na witrynie Blip.tv, a następnie na platformie streamingowej Amazon Prime. Serial zdobył nagrodę Daytime Emmy Award w kategorii najlepszy serial dramatyczny - nowe podejście (Outstanding Drama Series - New Approaches) w 2015. 
W 2016 i 2017 Reed sama odebrała nagrodę Daytime Emmy Award jako producentka serialu The Bay. W 2018 otrzymała swoją pierwszą nominację do nagrody Emmy w kategorii najlepsza aktorka drugoplanowa (Outstanding Supporting Actress) za rolę Jo Connors również w serialu The Bay. W 2019 otrzymała nagrodę Lifetime Achievement za całokształt twórczości podczas niezależnego festiwalu filmowego New Vision International Film Festival. Na początku 2022 pojawiła się na okładce zimowego wydania czasopisma HIM Magazine.
W latach 1997–2003 jej mężem był kanadyjski aktor Dan Anderson, którego poznała na planie jednego z filmów erotycznych. Wraz z Andersonem nakręciła sekstaśmę, którą udostępniła na swojej stronie internetowej. W 2008 poślubiła producenta telewizyjnego Roberta Lorscha, którego żoną była do jego śmierci w 2017 - razem prowadzili firmę produkującą programy telewizyjne o nazwie RHL Group, Inc.. W 2012 wydała autorską książkę pt. Score: How to Win the Girl of Your Dreams. Była również prezesem organizacji charytatywnej o nazwie The Thalians, zajmującej się świadczeniem usług w zakresie zdrowia psychicznego.

### Wybrana filmografia
- 1992: Treacherous Crossing jako Sherylin
- 1994: Beverly Hills, 90210 (serial telewizyjny, 1 odcinek) jako tańcząca dziewczyna
- 1996: Pamiętnik Czerwonego Pantofelka (serial telewizyjny, 1 odcinek) jako Rita
- 1996: Dowód ostateczny (oryg. Lady in Blue) jako Carla
- 1998: Losing Control jako Kim
- 1999: Między piekłem a Vegas (oryg. Forbidden Highway) jako Cherry
- 2000: Dom miłości (oryg. House of Love) jako Darby
- 2001: Seks według Amy (oryg. Amy’s Orgasm) jako Shannon Steele
- 2002: Nowojorscy gliniarze (serial telewizyjny, 4 odcinki) jako Gloria Simmons
- 2003: Ostry dyżur (serial telewizyjny, 1 odcinek) jako dziewczyna w sklepie
- 2004: Jail Bait jako Pielęgniarka Jeri
- 2006: Domowy front (serial telewizyjny, 1 odcinek) jako Pani Petrusky
- 2010: Vampire jako Chloe
- 2018: This Is Our Christmas jako Pani Hawkins